# قره‌کول (سین‌کیانگ)
قره‌کول (اویغوری: قاراكۆل) یک دریاچه در استان سین‌کیانگ کشور چین است.